# Ensemble (mode)
För andra betydelser, se Ensemble.

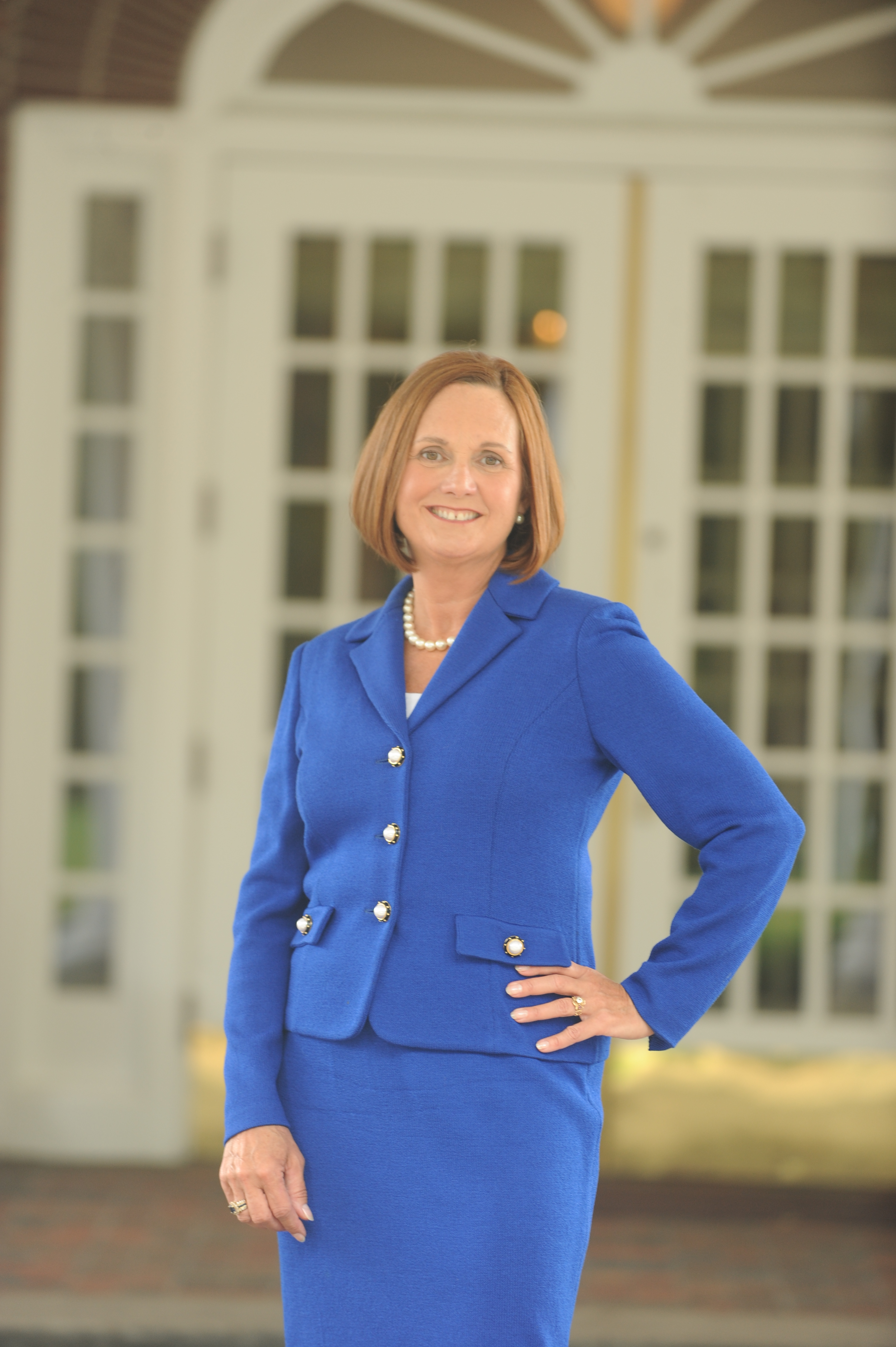
En blå ensemble.

Ensemble, efter franskans ensembler "hel dräkt". Kombination av jacka och kjol, eller blus och kjol som bildar en matchande helhet. Rätt gammaldags term som ofta förekommer i franska modetidningar. Jfr dräkt.